# Burden (film)
Burden è un film del 2018 scritto e diretto da Andrew Heckler.
Ispirato ad una storia vera, tra gli interpreti principali figurano Garrett Hedlund, Forest Whitaker, Andrea Riseborough, Tom Wilkinson e Usher Raymond.

## Trama
Rimasto orfano da bambino, Mike Burden è cresciuto tra le file del Ku Klux Klan nella Carolina del Sud, trovando una figura paterna nel leader locale Tom Griffin. Una volta cresciuto, Mike decide di lasciare il klan dopo essersi innamorato della madre single Judy, ma il klan non è d'accordo con la sua scelta e medita vendetta. Mike riceve l'aiuto del reverendo Kennedy, un predicatore afroamericano, che gli offre un riparo e una possibilità di redenzione.

## Distribuzione
Il film è stato presentato in anteprima e in competizione nella sezione U.S. Dramatic al Sundance Film Festival 2018 il 21 gennaio.

## Riconoscimenti
- 2018 - Sundance Film Festival
  - Audience Award: Dramatic